# Souillé
Souillé település Franciaországban, Sarthe megyében. Lakosainak száma 822 fő (2022. január 1.). Souillé Sainte-Jamme-sur-Sarthe, La Bazoge, La Guierche és Montbizot községekkel határos.

## Népesség
A település népessége az elmúlt években az alábbi módon változott:
| Lakosok száma | 675  | 662  | 671  | 690  | 716  | 743  | 784  | 808  | 822  |
|               | 2013 | 2015 | 2016 | 2017 | 2018 | 2019 | 2020 | 2021 | 2022 |